# Khâu Bắc
Khâu Bắc (chữ Hán giản thể: 丘北县) là một huyện phía nam của châu tự trị dân tộc Choang, Miêu Văn Sơn, tỉnh Vân Nam, Trung Quốc. Toàn huyện rộng 4997 km² và có 45 vạn dân (năm 2002). Huyện lỵ là trấn Cẩm Bình. Huyện này được chia ra 3 trấn và 9 hương.
- Trấn: Cẩm Bình, Viết Giả và Song Long Dinh.
- Hương: Bát Đạo Tiêu, Thiên Tinh, Bình Trại, Thụ Bì, Nị Cước, Tân Điếm, Xá Đắc, Quan Trại và Ôn Lưu.